# Repubblica di Ezo
La Repubblica di Ezo venne fondata nel 12º mese del primo anno dell'era Meiji (gennaio 1869). Si trattava di un governo appartenente all'ala fedele allo shogunato di breve durata avutosi a Ezochi (Hokkaidō). Esso venne definitivamente sciolto dopo la conclusione della battaglia di Hakodate il giorno 18 del quinto mese del secondo anno dell'era Meiji.

## Storia
Dopo la sconfitta subita nella guerra Boshin le truppe fedeli allo shogunato, guidate dall'ammiraglio Takeaki Enomoto, si ritirano installandosi nell'isola di Hokkaidō. Si trattava di parecchie migliaia di uomini; il consigliere francese Jules Brunet, che era stato incaricato dallo shōgun di modernizzare l'esercito, accompagnava la spedizione. La Repubblica di Ezo venne fondata ufficialmente il 25 dicembre 1868 sul modello costituzionale statunitense. Nel corso dell'inverno venne fortificata la parte meridionale della penisola di Hakodate. Il sistema difensivo era incentrato sulle fortezze di Goryōkaku e di Benten Daiba.
Nel frattempo le truppe dell'imperatore consolidavano le loro posizioni sull'isola di Honshū e ricevevano un rinforzo di settemila uomini in vista del proseguimento delle ostilità. Con la battaglia navale della baia di Hakodate (4-10 maggio 1869) quanto rimaneva della marina dello shogunato venne sbaragliato e la fortezza di Goryōkaku si trovò accerchiata dalle truppe di terra che erano nel frattempo sbarcate a Hokkaidō. Takeaki Enomoto decise quindi la resa, che venne formalizzata il 27 giugno 1869.

## Nella cultura di massa
Il film d'animazione del 1985 La spada dei Kamui è ambientato in parte nel periodo della Repubblica di Ezo, che viene nominata dalla voce fuori campo in una breve scena.
La storia della Repubblica fa da sfondo agli eventi della seconda parte dell'anime televisivo Bakumatsu kikansetsu irohanihoheto. La caduta della Repubblica inoltre costituisce l'antefatto del manga Shumari di Osamu Tezuka; inoltre il sogno di uno dei personaggi è proprio la ricostituzione di questo Stato.